# Sabah al-Salim as-Sabah

Sabah al-Salim as-Sabah

Scheich Sabah III., auch als Sabah al-Salim al-Dschabir al-Mubarak as-Sabah (arabisch صباح السالم الصباح, DMG Ṣabāḥ al-Salim aṣ-Ṣabāḥ; * 12. April 1913; † 31. Dezember 1977) bekannt, regierte von 1965 bis zu seinem Tod 1977 als 12. Emir von Kuwait aus der Sabah-Dynastie. 

## Leben
Sabah wurde 1913 als jüngster Sohn von Salim al-Mubarak as-Sabah, dem 9. Emir von Kuwait, geboren. Seine Mutter ist Munira Muhammad Al Dabbous. Zu seinen Brüdern gehört sein Vorgänger Abdullah al-Salim as-Sabah, der 11. Emir von Kuwait.
Sabah war von 1953 bis 1959 Präsident der Polizeidirektion und von 1959 bis 1961 Präsident des Gesundheitsministeriums. Am 29. Oktober 1962 wurde er zum Kronprinzen ernannt. Im selben Jahr wurde er außerdem zum stellvertretender Premierminister und Außenminister befördert. Diese Ämter hatte er von 1962 bis 1963 inne. Von 1963 bis zu seinem Amtsantritt als Emir 1965 war er Premierminister von Kuwait.
1965 wurde er nach dem Tod seines Halbbruders Abdullah als dessen Nachfolger Emir von Kuwait. Im August 1976 suspendierte er das Parlament für vier Jahre. Die Begründung dafür war, dass das Parlament gegen die Nation handle.

## Familie
Sabah ist insgesamt Vater von fünf Söhnen und sieben Töchtern aus zwei Ehen.
Aus seiner Ehe mit Nuria al-Ahmad as-Sabah, einer Tochter seines Cousins Ahmad, dem 10. Emir von Kuwait, ist er Vater von fünf Töchtern und vier Söhnen, darunter auch sein Sohn Muhammad Sabah al-Salim as-Sabah, der Premierminister von Kuwait war. 
Aus einer anderen Ehe mit Munira Fahd Al-Adwani ist er Vater von einem Sohn und zwei Töchtern, darunter auch Nuria al-Sabah as-Sabah, die erste Ehefrau des 17. Emirs von Kuwait, Mischal. Sein Sohn aus dieser Ehe, Salem al-Sabah as-Sabah, ist der Vater des 2010 ermordeten Prinzen Basil al-Salem al-Sabah as-Sabah. Basils Mörder war dessen eigener Onkel Faisal Abdullah al-Dschabir as-Sabah, ebenfalls Mitglied der Al-Sabah-Dynastie. Dabei wurde Basil von Faisal aus nächster Nähe erschossen. Vorausgegangen war dem Mord ein Streit um Motorsport- und Geschäftsangelegenheiten. Beide Prinzen waren im Motorsport aktiv und handelten mit Luxus-Fahrzeugen.
Faisal wurde vom damaligen Emir Sabah al-Ahmad al-Dschabir as-Sabah zum Tode verurteilt und 2017 gemeinsam mit sechs anderen Personen gehängt.